# Мемориал павшим советским воинам (Альт-Хоэншёнхаузен)
Мемориал павшим советским воинам (нем. Sowjetisches Ehrenmal) — памятник, установленный на улице Кюстринерштрассе в Берлинском районе Альт-Хоэншёнхаузен в административном округе Лихтенберг. Мемориал посвящён павшим солдатам и офицерам Советской армии.
Был построен между 1947 и 1948 годами. Создан советским скульптором И. Г. Першудчевым.
Расположен на лужайке между жилыми домами, посреди которой каменными плитами выложена площадка. Белая бетонная стела с бронзовым барельефом, изображает воинов и сцены сражений, находится на заднем плане ансамбля, а перед ней в центре площади расположена красная звезда.
Альт-Хоэншёнхаузен одним из первых районов Берлина был взят Советской армией 22 апреля 1945 года в ходе битвы за Берлин. Павших сначала хоронили на месте, а позже перезахоронили в Шёнхольце. В 1970-е годы к 30-летию взятия Берлина мемориал в 1975 году был реконструирован при участии членов «Союза свободной немецкой молодёжи» и комсомола.
В последние годы увеличилось количество повреждения мемориала, и помимо вандализма, например, было сбито солдатское ружьё с левой стороны памятника, также стали видны повреждения из-за погоды.

## Галерея

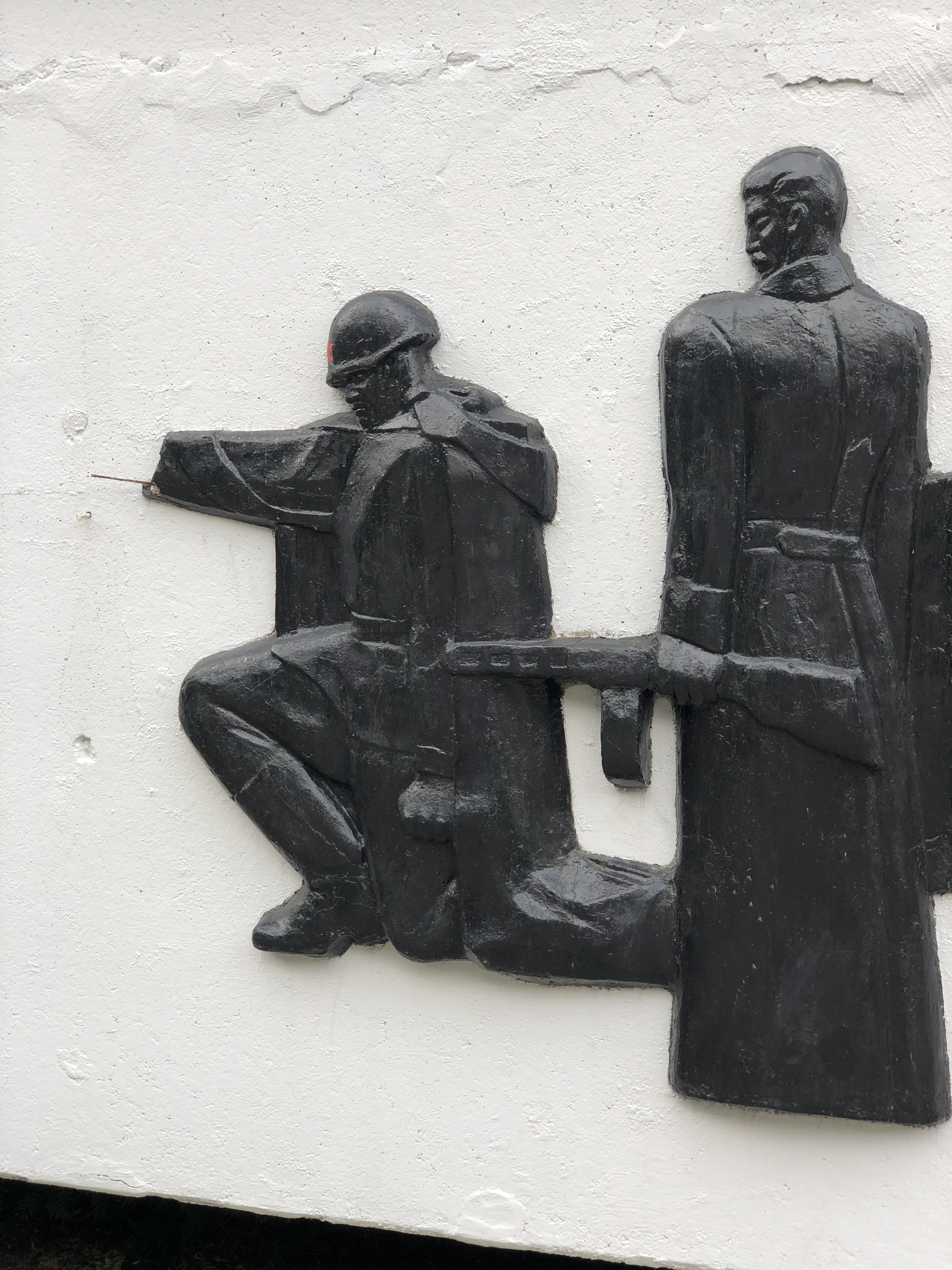
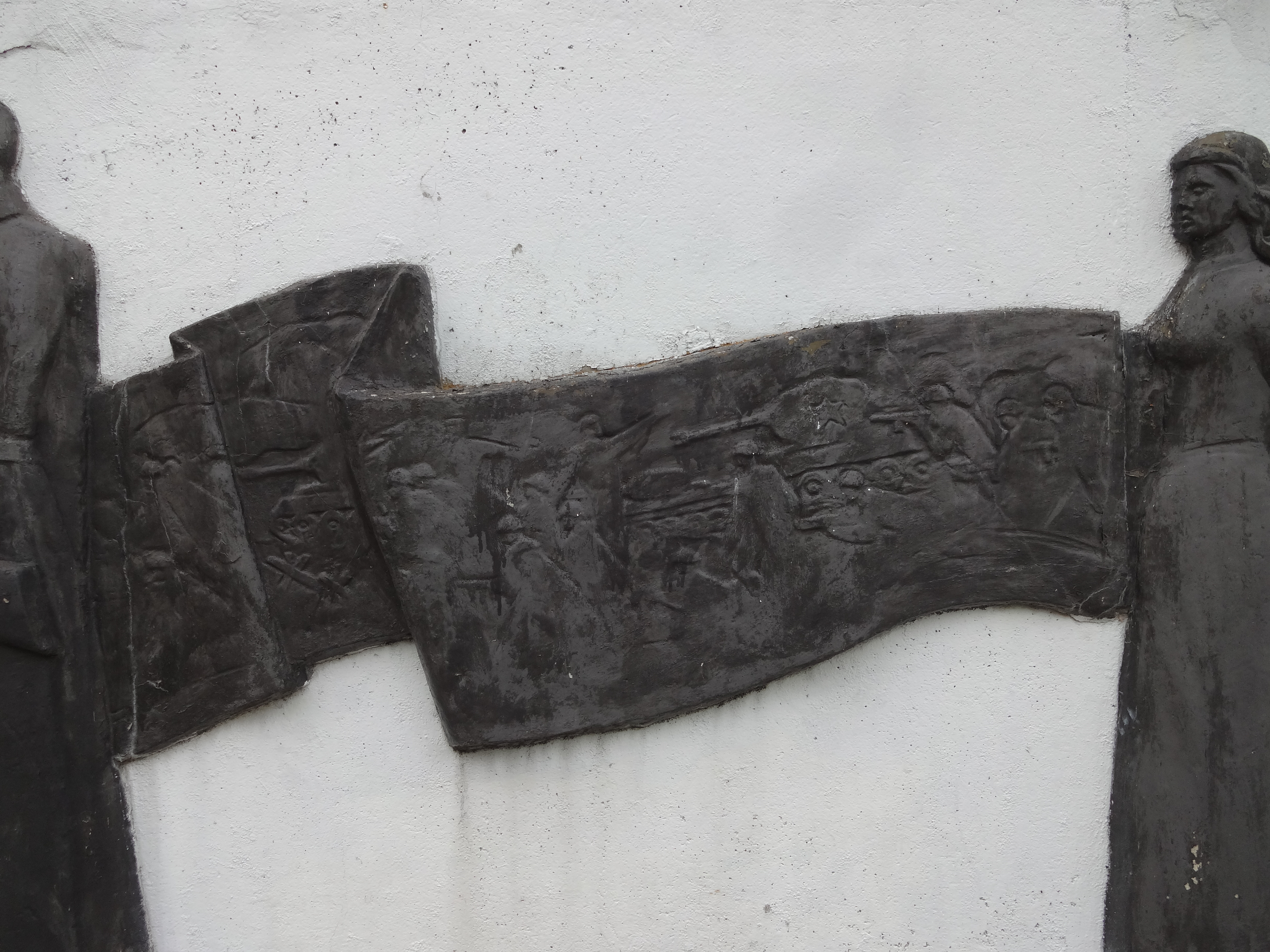
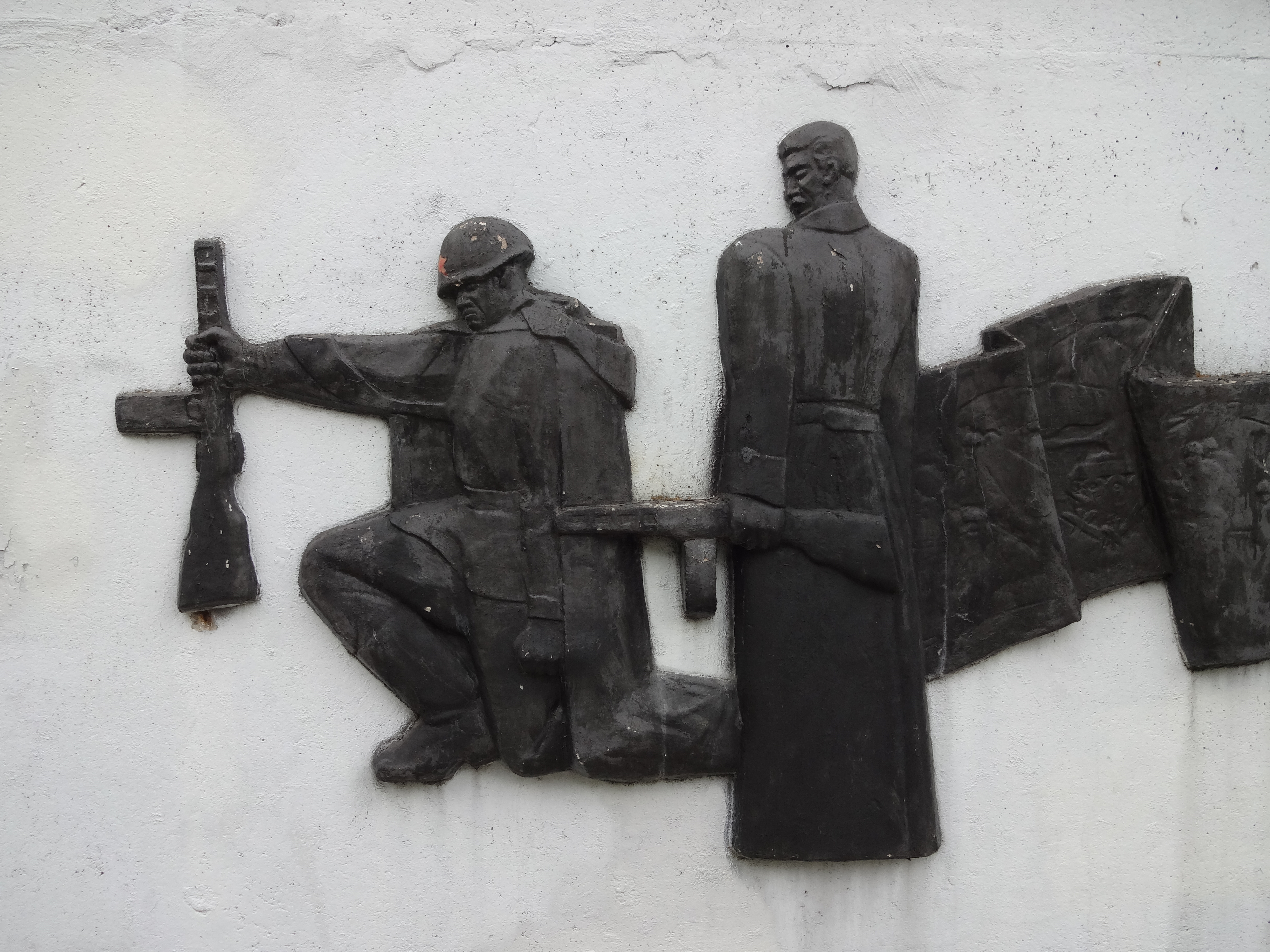
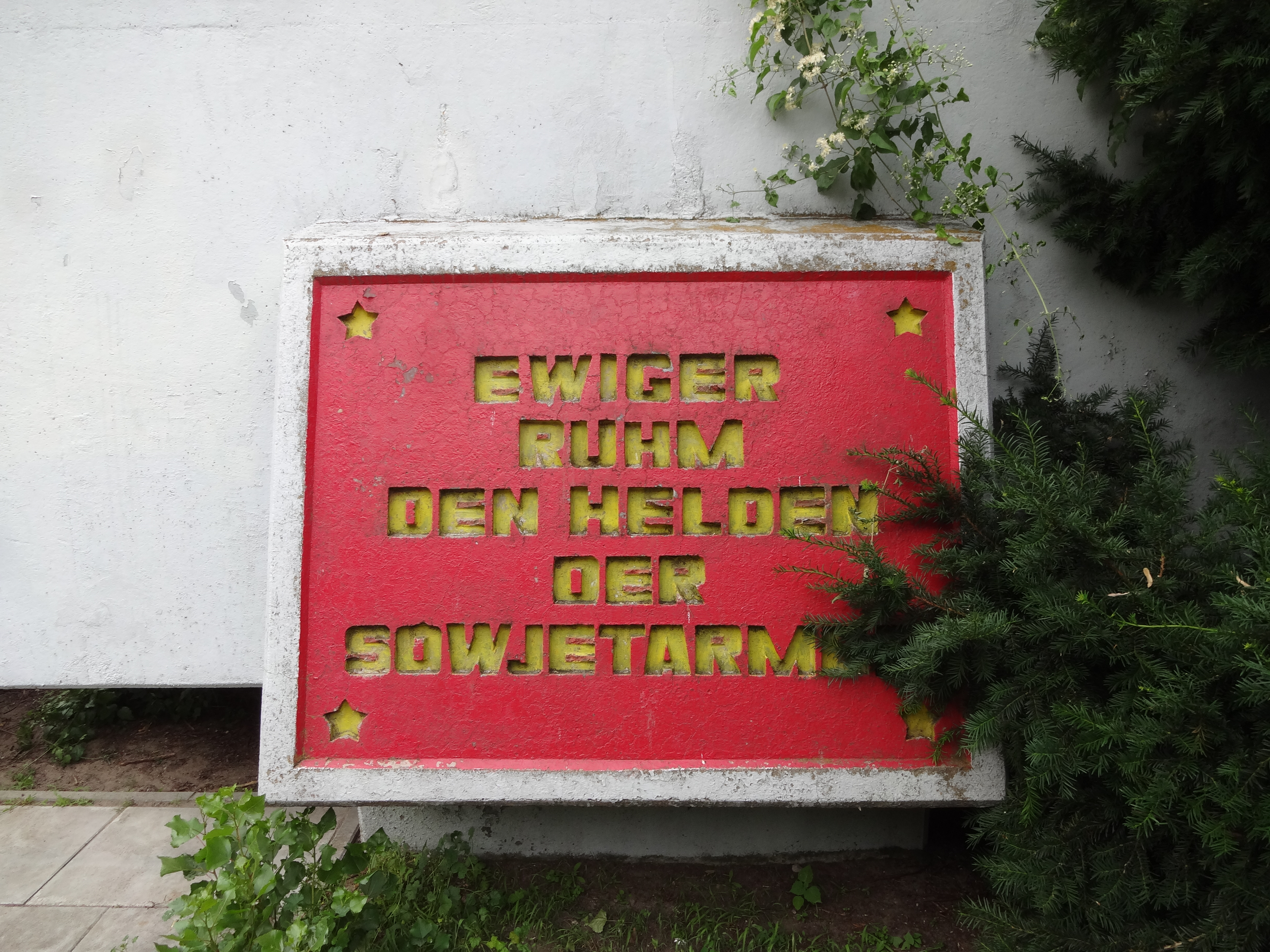
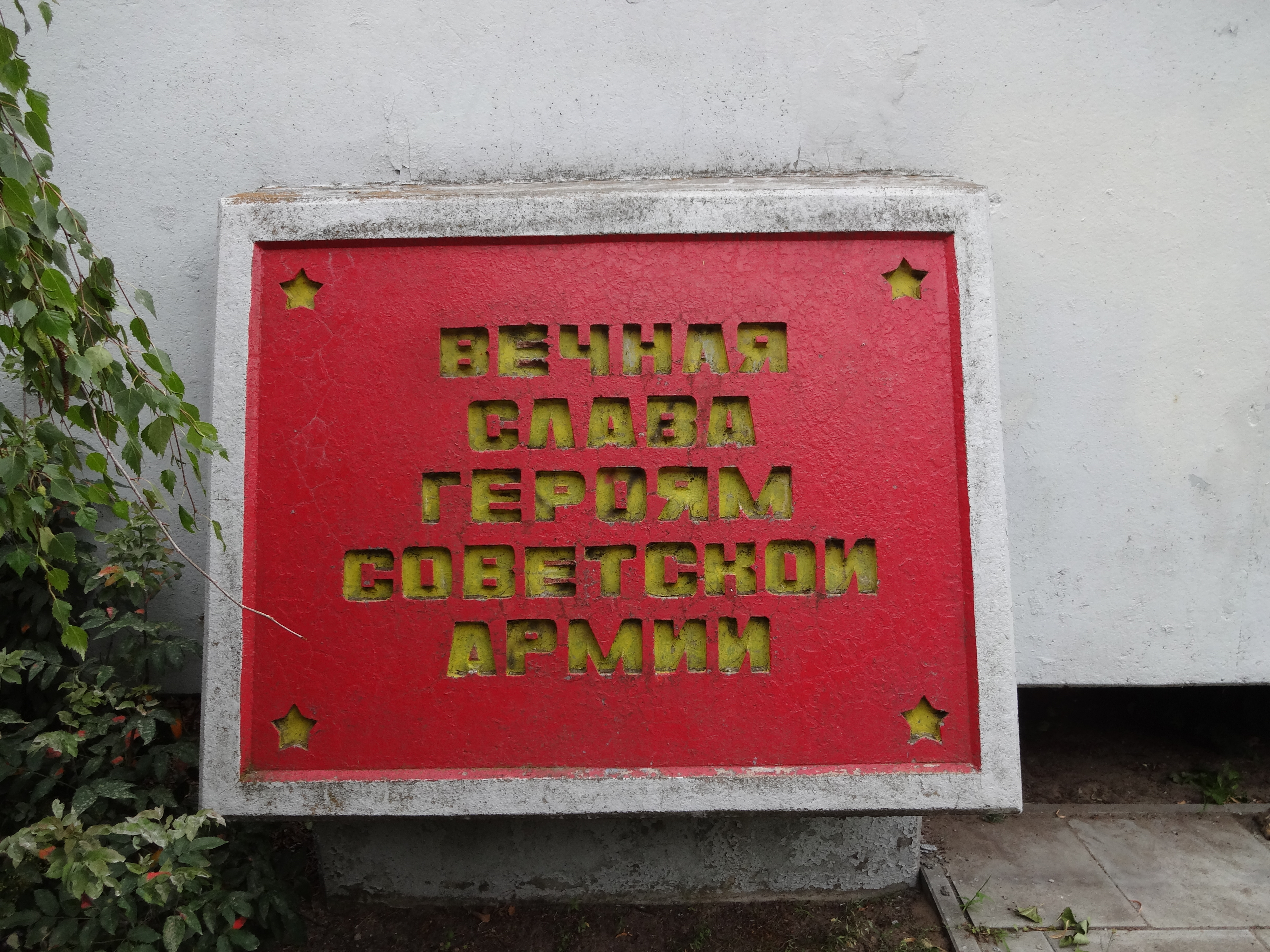
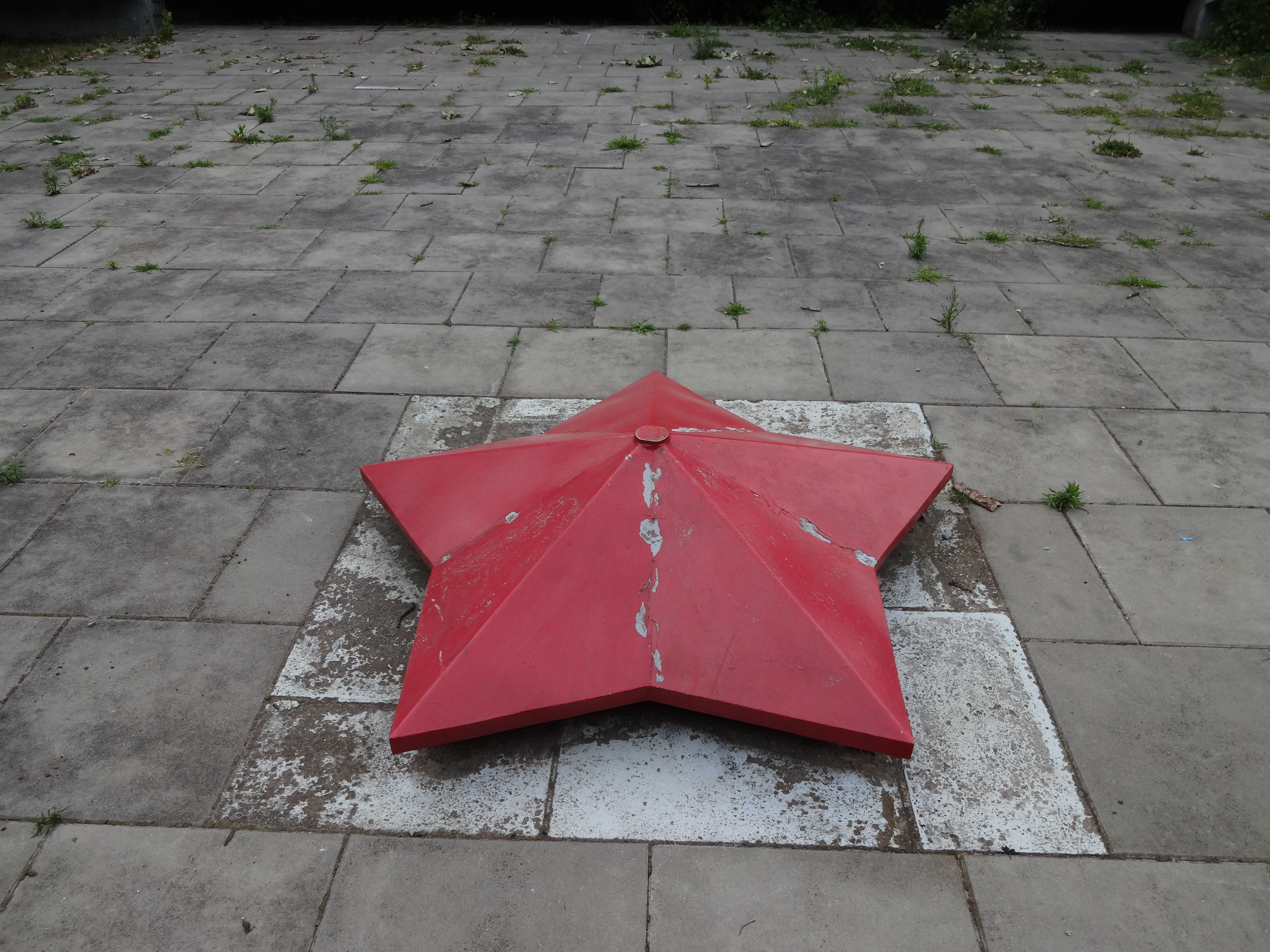